# Revenge (musikgrupp)
Revenge var ett av New Order-basisten Peter Hooks sidoprojekt. I Revenge var Hook sångare, basist och keyboardspelare, i övrigt bestod bandet av medlemmarna Chris Jones (keyboards) och gitarristen Dave Hicks, som senare ersattes av David Potts.
Revenge bildades 1989-1990 under New Orders uppehåll, och bandet gjorde sina sista spelningar i januari 1993. Det har spekulerats i att bandnamnet anspelade på att Hook sökte hämnd på Bernard Sumner efter att denne bildat sitt sidoprojekt Electronic tillsammans med Johnny Marr. Revenge släppte det som skulle bli det enda albumet One True Passion 1990. I maj 1991 fick Revenge två nya medlemmar i gitarristen och basisten Brian Whittaker och trummisen Mike Hedges. Efter turnén, som följde på New Orders utgivning av albumet Republic 1993, var det tänkt att Revenge skulle gå återvända in i studion och spela in ett nytt album, men istället upplöstes bandet och Hook och Potts bildade istället bandet Monaco.
2004 gavs One True Passion ut i en ny utgåva och nu hade materialet utökats med en andra CD och sammanlagt 23 nya låtar. 2005 gavs livealbumet No Pain No Gain ut.

## Diskografi
Album
- One True Passion (1990)
- No Pain No Gain (2005) (live, inspelad 1991)

EP
- Gun World Porn (1991)

Singlar
- "7 Reasons" (1989)
- "Slave + Amsterdam" (1990)
- "Pineapple Face" (1990)
- "State Of Shock" / "Little Pig" (1992)